# Georg Joachim Göschen
Georg Joachim Göschen (22 avril 1752 - 5 avril 1828) est un éditeur et libraire allemand à Leipzig, Royaume de Saxe, remarquable pour la typographie et ses publications de musique et de philosophie. Il est le patriarche de la famille Goschen, dont la branche anglaise prend de l'importance avec des banquiers et personnalités politiques, notamment les vicomtes Goschen et les baronnets Goschen ,,,,.

## Biographie

### Jeunesse et formation
Né Jürgen Joachim Göschen, il est le deuxième enfant du marchand Johann Reinhard et de Gebeta Göschen . Le père de Johann, Emanuel, est un médecin installé à Brême. Johann est finalement ruiné financièrement et abandonne la famille. Georg est admis à l'orphelinat August Hermann Francke jusqu'à ce que des parents se soient arrangés pour qu'il vive à Arbergen avec le Rév. Hinrich Erhard Heeren, qui l'éduque. À 15 ans, il commence un apprentissage chez le libraire Johann Heinrich Cramer à Brême. En 1772, il s'installe à Leipzig, où il travaille comme assistant de l'éditeur Siegfried Leberecht Crusius  .

### Carrière

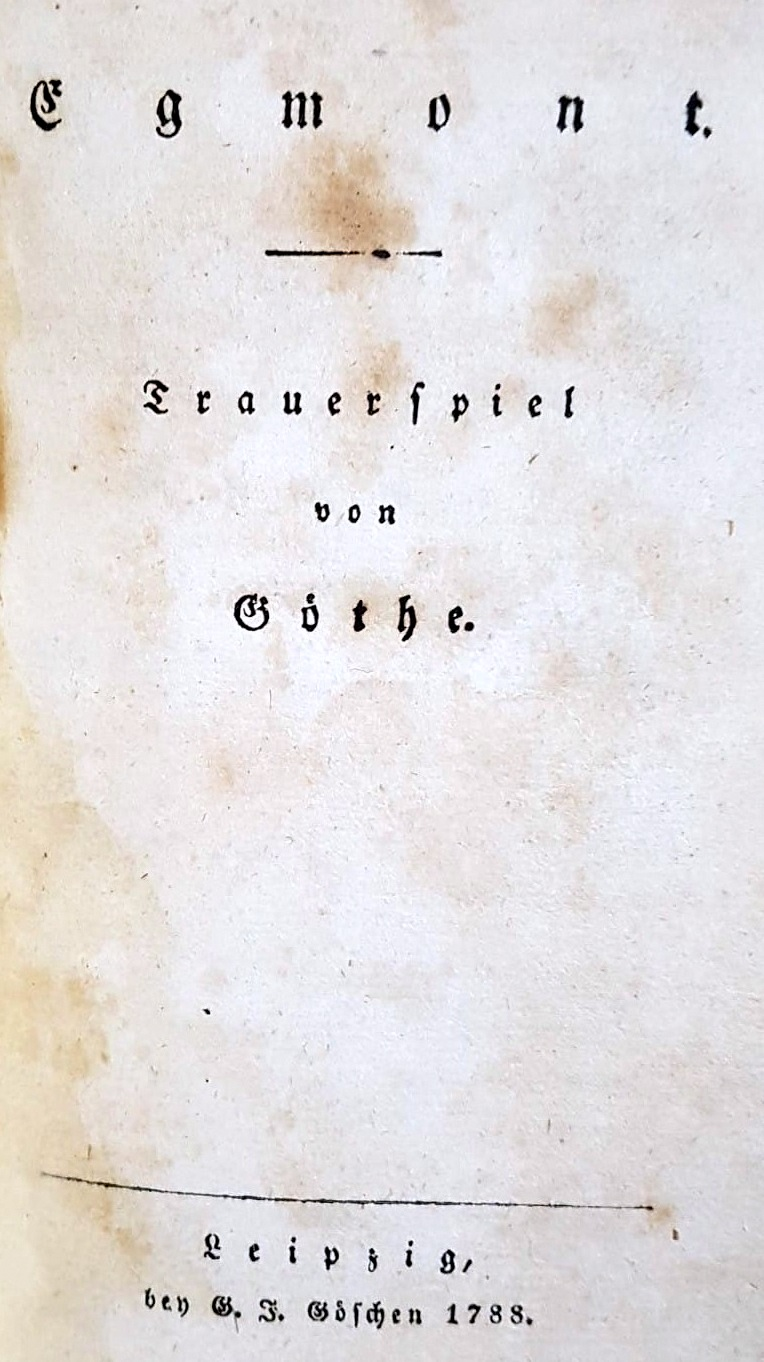
La page de titre de la première édition de Geothe's Egmont, 1788.

En 1785, avec le soutien financier de Christian Gottfried Körner, Göschen ouvre sa propre maison d'édition à Leipzig, la G. J. Göschen'sche Verlagsbuchhandlung (de). Son premier client majeur est l'ami de Körner, Friedrich Schiller, qui cherche quelqu'un pour publier son journal Thalia . Göschen publie de nombreux ouvrages pour Schiller, dont Don Carlos en 1787 et Geschichte des dreißigjährigen Kriegs (Une histoire de la guerre de trente ans) en 1789.
L'un des premiers succès de Göschen est Noth- und Hülfsbüchlein für Bauersleute (Livret de conseils d'urgence pour les paysans) de Rudolph Zacharias Becker. Avec 30 000 exemplaires vendus dans sa première édition, la publication est une pierre angulaire de l'histoire de l'éducation en Allemagne.
Göschen préfère de loin imprimer des sujets plus classiques et des revues scientifiques, et est le premier éditeur allemand à imprimer des livres abordables pour le grand public. De 1786 à 1790, il publie la première édition complète des œuvres de Johann Wolfgang von Goethe en huit volumes. Il publie également 42 volumes des œuvres de Christoph Martin Wieland.
Il déménage l'imprimerie à Grimma en 1797. Là, il obtient une licence illimitée pour imprimer et est libre des règles restrictives de la guilde des imprimeurs de Leipzig. Göschen est loué pour ses efforts pour améliorer l'impression typographique ; les meilleurs exemples étant les éditions de luxe du Nouveau Testament grec et les œuvres d'Homère.
Göschen assume un rôle de leader parmi les libraires allemands sur des questions telles que la loi sur le droit d'auteur et les prix fixes. En 1802, il publie son manifeste, « Meine Gedanken über den Buchhandel und über dessen Mängel, meine wenigen Erfahrungen und meine unmassgeblichen Vorschläge dieselben zu verbessern. " (Mes réflexions sur la librairie) .
Göschen est mort en 1828. Son fils cadet, Hermann, vend la maison d'édition en 1838. La propriété de l'entreprise change plusieurs fois de mains jusqu'à ce qu'elle soit achetée par Walter de Gruyter & Co. en 1919 où la publication s'est poursuivie dans le Sammlung Göschen (Collection Göschen).

## Famille
En 1788, il épouse Johanna Henriette Heun, sœur de l'écrivain Heinrich Clauren. Ils ont 10 enfants, dont six arrivent jusqu'à l'âge adulte   :
- Carl Friedrich Göschen-Beyer (1790–1881)
- Georg Joachim Göschen Jr. (1791–1855)
- Wilhelm Heinrich Göschen (1793–1866)
- Henriette (1795–1888), épouse Franz Wilhelm Adolph Ludwig Susemihl ; puis Ludwig Moritz Otto von Schröter
- Friederike Charlotte (1802–1886), épouse Lambert Heinrich Peter Frühling
- Hermann Julius Göschen (1803–1846)

Son troisième fils Wilhelm Heinrich (William Henry) Göschen part en Angleterre en 1814 et l'année suivante cofonde la société de banque d'affaires Frühling & Göschen, de Leipzig et de Londres. Le fils aîné de Wilhelm, George Goschen, entre en politique et est élevé à la pairie en tant que vicomte Goschen en 1900. En 1903, Lord Goschen publie une biographie de son grand-père, The Life and Times of Georg Joachim Goschen, Publisher and Printer of Leipzig, 1752–1828.
Le frère cadet de Lord Goschen, Edward, est nommé baronnet en 1916, tandis que son neveu Harry Goschen est nommé baronnet en 1927.